# Axel Kurck
Axel Jönsson Kurck (noto anche come Akseli Kurki; 1555 – Nakkila, 30 marzo 1630) è stato un militare finlandese.
Era un membro della famiglia Kurki di Laukko.
Dal 1582 fu signore della fortezza di Koporye in Ingria e in seguito prestò servizio come giudice nelle centinaia finlandesi del Satakunta settentrionale e a Vehmaa. Nel 1593 fu investito della signoria del castello di Hermann a Narva, in Estonia. Il 20 novembre 1598 il re Sigismondo III lo nominò comandante in capo della Finlandia.
Il 29 agosto 1599 il suo esercito fu sconfitto dalle truppe di Carlo IX di Svezia a Marttila, in Finlandia. Kurck si ritirò nella città della Carelia di Viborg (ora Vyborg, Russia) e in seguito fu catturato. Fu condannato a morte ad Åbo (in finlandese Turku), ma riuscì a sopravvivere al bagno di sangue di Åbo in cui furono decapitati 14 sostenitori di Sigismondo. Kurck e il capitano Arvid Stålarm furono inviati a Linköping dove furono processati e condannati insieme ad altri leader dell'opposizione catturati. Anche Stålarm e Kurck sopravvissero al successivo bagno di sangue di Linköping, ma rimasero imprigionati nel castello di Gripsholm. Kurck fu rilasciato nel settembre 1602 mentre Stålarm morì in prigione nel 1620. Durante la Guerra d'Ingria prestò servizio come capitano al comando di Jacob De la Gardie.
Trascorse i suoi ultimi anni nella tenuta Anola a Nakkila, Svezia (ora Finlandia). È sepolto nella chiesa di Sant'Olaf nella città della Finlandia Occidentale di Ulvila.